# Nancy Cunard
Nancy Clare Cunard (10 marzo 1896 – 17 marzo 1965) è stata una scrittrice, poetessa e anarchica britannica.
Nancy Cunard nacque in Inghilterra da una famiglia benestante ma quasi subito rinnegò i valori della famiglia dedicando gran parte della sua vita alla lotta contro il razzismo e il fascismo. Divenne la musa ispiratrice di diversi grandi artisti del XX secolo fra cui Wyndham Lewis, Aldous Huxley, Tristan Tzara, Ezra Pound e Louis Aragon che furono suoi amanti, Ernest Hemingway, James Joyce, Constantin Brâncuși, Langston Hughes, Man Ray e William Carlos Williams.
Negli ultimi anni della sua vita soffrì di malattie mentali e fisiche e la sua salute peggiorò di giorno in giorno fino alla sua morte all'età di 69 anni.

## Biografia

### Gli anni '10
Figlia di Sir Bache Cunard e di Maud Alice Burke, Nancy crebbe nella residenza di famiglia a Nevill Holt nel Leicestershire, ma si trasferì a Londra con la madre dopo la separazione dei due nel 1910. Frequentò diversi collegi in parte anche in Francia e Germania. Durante la Seconda guerra mondiale fu sposata per due anni con Sydney Fairbairn, giocatore di cricket, ufficiale dell'esercito e veterano di guerra. Nello stesso periodo fu uno dei personaggi di spicco del gruppo The Coterie di cui faceva anche parte Iris Tree. Successivamente Peter Broughton-Adderley, amante della Cunard, fu ucciso durante un'azione in Francia a meno di un mese dall'Armistizio di Compiègne. Molti fra coloro che la conoscevano hanno dichiarato che non si sarebbe mai completamente ripresa da questa perdita.

### Il trasferimento in Francia
Nel 1920 si trasferì a Parigi dove entrò in contatto coi movimenti Modernista, Surrealista e Dada. La maggior parte dei suoi versi pubblicati risalgono a questo periodo. Durante i suoi primi anni a Parigi entrò in contatto con Michael Arlen mentre la sua breve relazione con Aldous Huxley influenzò diversi suoi romanzi. Il 1927 fu l'anno del trasferimento in Normandia a La Chapelle-Réanville dove nel 1928 fondò la Hour Press, una piccola casa editrice nata sotto il nome Three Mountains Press grazie alla collaborazione di William Bird, un giornalista americano a Parigi che aveva pubblicato alcune opere di Ezra Pound. La Cunard volle supportare lo sviluppo della poesia sperimentale e la crescita di un mercato disposto ad investire di più sui giovani scrittori; la sua eredità le permise di correre dei rischi finanziari che altri editori non potevano permettersi. La Hour Press divenne famosa per le sue belle illustrazioni oltre che per la sua produzione d'alta qualità.

### L'impegno politico
Nel 1928 (dopo una relazione di due anni con Louis Aragon) iniziò una relazione con Henry Crowder, un musicista jazz afro-americano che lavorava a Parigi. Divenne un attivista politica interessandosi delle politiche razziali e di questioni riguardanti i diritti civili negli USA e visitò Harlem. Nel 1931 pubblicò l'opuscolo Black Man and White Ladyship, un duro attacco alle tendenze razziste esemplificate dalla stessa madre di Nancy, che citò scrivendo "È vero che mia figlia frequenta un Negro?" Scrisse inoltre Negro: An Anthology, una raccolta di poesie racconti di finzione o reali scritti da alcuni autori afro-americani fra cui Langston Hughes e Zora Neale Hurston. ed include anche alcuni scritti di George Padmore ed il resoconto della stessa Cunard sul caso degli Scottsboro Boys. la grande attenzione a questo progetto fece sì che, due anni prima la pubblicazione dell'opera, nel maggio del 1932 la Cunard ricevesse minacce e lettere anonime, alcune delle quali furono poi da lei stessa pubblicate nel libro nel quale esprimeva il suo rammarico perché una parte della cultura Americana non potesse essere resa pubblica.

### Antifascismo
A metà degli anni trenta prese parte alla lotta antifascista parlando dell'annessione dell'Etiopia da parte di Mussolini e della Guerra Civile Spagnola. Predisse precisamente che gli eventi spagnoli fossero il preludio di un nuovo conflitto mondiale. Le sue storie sulle sofferenze dei profughi spagnoli divennero la base per successivi appelli di beneficenza pubblicati sul Manchester Guardian. La stessa Cunard aiutò nell'invio di provviste e ad organizzare gli aiuti ma la sua salute cagionevole, in parte derivante dalla stanchezza e dalle condizioni nei campi, la costrinsero a tornare a Parigi dove continuò comunque in strada la raccolta di fondi per i profughi spagnoli.
Nel 1937 pubblicò una serie di libretti con poesie sulla guerra che comprendevano scritti di W. H. Auden, Tristan Tzara e Pablo Neruda. Durante lo stesso anno distribuì un questionario riguardo alla guerra agli scrittori europei; il risultato fu pubblicato da Left Review con il titolo Authors Take Sides on the Spanish War. Durante la Seconda guerra mondiale lavorò a Londra come traduttrice per conto della Resistenza francese, fino ad arrivare al logoramento fisico.

### Gli ultimi anni
Dopo la guerra lasciò la sua casa a Réanville per viaggiare. Iniziò a soffrire di disturbi mentali e debolezza fisica peggiorati dall'alcolismo, dalla povertà e da comportamenti autodistruttivi. Dopo uno scontro con la polizia londinese fu ricoverata manicomio ma dopo la sua liberazione la sua salute peggiorò notevolmente tanto che arrivò a pesare 27 kg quando fu trovata in strada a Parigi e portata all'Hôpital Cochin dove sarebbe morta due giorni dopo.

## Opere principali
- Owtlaws (1921)
- Sublunary (1923)
- Parallax (1925)
- Poems (1930)
- Black Man and White Ladyship (1931)
- Negro: An Antology (1934)
- Authors Take Sides (1937)
- Los Poetas del mundo defienden al pueblo espanol (1937)
- The White Man's Duty: An Analysis of the colonial question in the light of the Atlantic Charter (1942)
- Poems for France (1944)
- Grand Man: Memories of Norman Douglas (1954)
- GM: Memories of George Moore (1956)
- These Were the Hours: Memories of My Hours Press, Rèanville and Paris, 1928-1931 (1969).